# 亚依淡区
亚依淡区是位于马来西亚柔佛州麻坡县的一个行政区或巫金。 面积118平方公里，人口估计为7,695人。主要地区为武吉南宁。